# Caluromysiops irrupta
Opossum à épaules noires
Genre
Espèce
Synonymes
- Caluromys irrupta (Sanborn, 1951)[1]

Statut de conservation UICN

 LC  : Préoccupation mineure
L'Opossum à épaules noires (Caluromysiops irrupta) est une espèce de marsupiaux de la famille des Didelphidae. Cet opossum est l'unique représentant du genre Caluromysiops.

## Description
Une large raie noire caractérise cet opossum à la fourrure laineuse. D'une Longueur de 21 à 26 cm, il se nourrit de fruits et de vers qu'il cherche la nuit dans les arbres. Sa queue grise, touffue sur le dessus et nue en dessous, se termine par des poils blancs. La gestation dure de treize à quatorze jours et il y a 2 petits par portée. Il vit généralement pendant 7 ans.

## Répartition

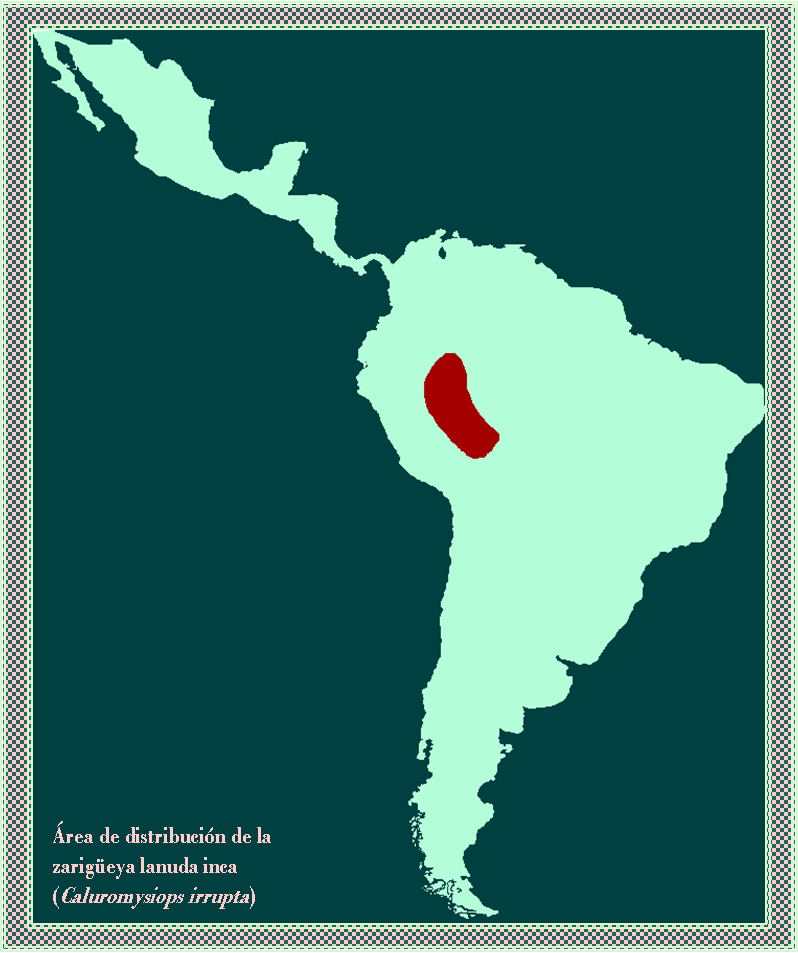
Distribution géographique de l'Opossum à épaules noires.

Il vit en Amérique du Sud : dans le sud-est du Pérou, dans l'ouest du Brésil et en Bolivie à une altitude de 700 m.
Il réside dans la forêt tropicale humide. C'est une espèce arboricole.